# Julius Elias, 1. Viscount Southwood
Julius Salter Elias, 1. Viscount Southwood (* 5. Januar 1873 in Birmingham; † 10. April 1946 in Highgate, London) war ein britischer Zeitungsbesitzer und Politiker (Labour Party).

## Leben und Tätigkeit
Elias war das jüngste von sieben Kindern des David Elias. Er verließ die Schule mit dreizehn Jahren um als untergeordneter Angestellter für die Firma Oldham Bros zu arbeiten, bei der es sich damals noch um einen kleinen Druckereibetrieb handelte. 
In den folgenden Jahren arbeitete Elias sich schrittweise – parallel zum rapiden Wachstum dieser Firma – bei Oldham Bros hoch, wo er schließlich die Position eines managing director und des Vorstandsvorsitzenden erreichte. Als Oldham Bros 1920 mit der Firma John Bull unter dem Namen Oldham Press zum größten britischen Zeitungs- und Druckkombinat verschmolz behielt er diese Position weiterhin bei.
1937 wurde Elias als Baron Southwood, of Fernhurst, in the Country of Sussex in den Adelsstand erhoben. Damit war die Mitgliedschaft im House of Lords verbunden.
1944 wurde Elias zum Chef-Einpeitscher (Chief Whip) der Labour Party im House of Lords ernannt. Diese Position behielt er bis 1945 bei.
Im Januar 1946 wurde Elias als vom Baron zum Viscount Southwood, of Fernhurst in the County of Sussex erhoben.

## Familie
Southwood heiratete 1906 Alice Louise Collard. Die Ehe blieb ohne Kinder, so dass sein Adelstitel mit seinem Tod erlosch.